# Annie Laurendeau
Annie Laurendeau (Montréal, 10 settembre 1968) è un'ex sciatrice alpina canadese.

## Biografia
Specialista delle prove tecniche originaria di Gloucester, la Laurendeau debuttò in Nor-Am Cup nel 1985, in Coppa Europa nel 1988 e prese parte anche a gare di Coppa del Mondo, senza ottenere piazzamenti di rilievo. Ai XVI Giochi olimpici invernali di Albertville 1992, sua unica presenza olimpica, si classificò 25ª nello slalom speciale, sua ultima gara internazionale; non prese parte a rassegne iridate.

## Palmarès

### Nor Am Cup
- 1 podio (dati parziali)[3]:
  - 1 secondo posto

### Campionati canadesi
- 2 medaglie (dati parziali)[4]:
  - 2 ori (slalom gigante nel 1991; slalom speciale nel 1992)